# Großer Preis von Belgien 2005
Der Große Preis von Belgien 2005 (offiziell LIX Foster’s Belgian Grand Prix) fand am 11. September auf dem Circuit de Spa-Francorchamps in Spa statt und war das 16. Rennen der Formel-1-Weltmeisterschaft 2005.

## Berichte

### Hintergrund
Nach dem Großen Preis von Italien führte Fernando Alonso in der Fahrerwertung mit 27 Punkten vor Kimi Räikkönen und mit 48 Punkten vor Michael Schumacher. Somit konnten nur noch Alonso und Räikkönen bei vier verbleibenden Rennen Fahrerweltmeister werden. In der Konstrukteurswertung führte Renault mit acht Punkten vor McLaren-Mercedes und mit 58 Punkten vor Ferrari.
Mit Michael Schumacher (sechsmal), Räikkönen und David Coulthard (jeweils einmal) traten drei ehemalige Sieger zu diesem Grand Prix an.

### Training
Die letzten sechs Teams der Konstrukteursmeisterschaft 2004 waren berechtigt am Freitag im freien Training ein drittes Auto einzusetzen. Diese Fahrer fuhren am Freitag, traten aber weder im Qualifying noch im Rennen an. Alexander Wurz (McLaren-Mercedes), Vitantonio Liuzzi (Red Bull), Ricardo Zonta (Toyota), Nicolas Kiesa (Jordan-Toyota) und Enrico Toccacelo (Minardi) nahmen in dieser Funktion an den Freitagstrainings teil.
Im ersten freien Training am Freitag war Räikkönen mit 1:48,206 Minuten Schnellster vor Wurz und Giancarlo Fisichella. In der zweiten Session am Freitag verzeichnete aufgrund widriger Wetterbedingungen kein Fahrer gültige Zeiten. Die einzigen Fahrer, die während der Session auf die Strecke gingen, waren Liuzzi, Robert Doornbos und Alonso.
Im dritten freien Training am Samstag war Räikkönen mit 1:48,125 Minuten vorne, gefolgt von Juan Pablo Montoya und Fisichella. Im vierten und letzten freien Training am Samstag fuhr dann Alonso in 1:46,307 Minuten die schnellste Runde vor Räikkönen und Jarno Trulli.

### Qualifying
Montoya gewann das Qualifying und sicherte sich mit 1:46,391 Minuten seine 13. und letzte Pole-Position vor Räikkönen und Fisichella. Aufgrund eines Motorwechsels wurde Fisichella auf Platz 13 zurückversetzt. Dadurch rückte Trulli auf die dritte Position vor.

### Rennen
Das Rennen fand am Nachmittag ab 14:00 Uhr Ortszeit statt. In Runde 11 hatte Fisichella in Eau Rouge einen Unfall und stieg unverletzt aus seinem zerstörten Renault aus, doch das brachte das Safety-Car zum Einsatz. In Runde 14 prallte Takuma Satō von hinten auf das Auto von Michael Schumacher, wodurch beide ausfielen. Kurz vor Rennende prallte Antonio Pizzonia mit dem zu dem Zeitpunkt Zweitplatzierten Montoya zusammen. Jacques Villeneuve konnte dank einer Ein-Stopp-Boxenstrategie den sechsten Platz belegen, während andere Fahrer bis zu fünf Mal stoppten.
Räikkönen gewann das Rennen vor Alonso und Button. Die restlichen Punkteplatzierungen belegten Mark Webber, Rubens Barrichello, Villeneuve, Ralf Schumacher und Tiago Monteiro.
Für Räikkönen war es der achte Sieg seiner Karriere, sein sechster Sieg in der Saison und der zweite von insgesamt vier Siegen in Belgien. Bei diesem Rennen holte das Jordan-Team dank Monteiro seinen letzten Punkt, während das BAR-Team durch Button seinen letzten Podiumsplatz erreichte. Außerdem erzielte Ralf Schumacher seine letzte und Toyotas erste schnellste Runde.
Nach dem Rennen kamen die Rennkommissare zu dem Schluss, dass Satō die Kollision mit Michael Schumacher verursacht hatte und dass er dadurch zehn Startplätze für den nächsten Grand Prix in Brasilien zurückfallen würde. Außerdem verhängten sie gegen Pizzonia eine Geldstrafe von 8.000 US-Dollar für seinen Zusammenstoß mit Montoya. Ungewöhnlicherweise schickte McLaren keinen Vertreter auf das Podium, um den Konstrukteurspokal entgegenzunehmen, also nahm Räikkönen ihn im Namen des Teams entgegen.
In der Fahrerwertung konnte Räikkönen den Rückstand auf Alonso auf 25 Punkte verkürzen. In der Konstrukteurswertung konnte McLaren-Mercedes den Rückstand auf Renault ebenfalls um zwei Punkte verkürzen.

## Meldeliste
| Team                       | Nr. | Fahrer               | Chassis        | Motor                 | Reifen |
| -------------------------- | --- | -------------------- | -------------- | --------------------- | ------ |
| Scuderia Ferrari Marlboro  | 01  | Michael Schumacher   | Ferrari F2005  | Ferrari 3.0 V10       | B      |
| Scuderia Ferrari Marlboro  | 02  | Rubens Barrichello   | Ferrari F2005  | Ferrari 3.0 V10       | B      |
| Lucky Strike BAR Honda     | 03  | Jenson Button        | BAR 007        | Honda 3.0 V10         | M      |
| Lucky Strike BAR Honda     | 04  | Takuma Satō          | BAR 007        | Honda 3.0 V10         | M      |
| Mild Seven Renault F1 Team | 05  | Fernando Alonso      | Renault R25    | Renault 3.0 V10       | M      |
| Mild Seven Renault F1 Team | 06  | Giancarlo Fisichella | Renault R25    | Renault 3.0 V10       | M      |
| BMW-Williams F1 Team       | 07  | Mark Webber          | Williams FW27  | BMW 3.0 V10           | M      |
| BMW-Williams F1 Team       | 08  | Antonio Pizzonia     | Williams FW27  | BMW 3.0 V10           | M      |
| West McLaren-Mercedes      | 09  | Kimi Räikkönen       | McLaren MP4-20 | Mercedes-Benz 3.0 V10 | M      |
| West McLaren-Mercedes      | 10  | Juan Pablo Montoya   | McLaren MP4-20 | Mercedes-Benz 3.0 V10 | M      |
| West McLaren-Mercedes      | 35  | Alexander Wurz       | McLaren MP4-20 | Mercedes-Benz 3.0 V10 | M      |
| Sauber Petronas            | 11  | Jacques Villeneuve   | Sauber C24     | Petronas 3.0 V10      | M      |
| Sauber Petronas            | 12  | Felipe Massa         | Sauber C24     | Petronas 3.0 V10      | M      |
| Red Bull Racing            | 14  | David Coulthard      | Red Bull RB1   | Cosworth 3.0 V10      | M      |
| Red Bull Racing            | 15  | Christian Klien      | Red Bull RB1   | Cosworth 3.0 V10      | M      |
| Red Bull Racing            | 37  | Vitantonio Liuzzi    | Red Bull RB1   | Cosworth 3.0 V10      | M      |
| Panasonic Toyota Racing    | 16  | Jarno Trulli         | ToyotaTF105    | Toyota 3.0 V10        | M      |
| Panasonic Toyota Racing    | 17  | Ralf Schumacher      | ToyotaTF105    | Toyota 3.0 V10        | M      |
| Panasonic Toyota Racing    | 38  | Ricardo Zonta        | ToyotaTF105    | Toyota 3.0 V10        | M      |
| Jordan Grand Prix          | 18  | Tiago Monteiro       | Jordan EJ15    | Toyota 3.0 V10        | B      |
| Jordan Grand Prix          | 19  | Narain Karthikeyan   | Jordan EJ15    | Toyota 3.0 V10        | B      |
| Jordan Grand Prix          | 39  | Nicolas Kiesa        | Jordan EJ15    | Toyota 3.0 V10        | B      |
| Minardi F1 Team            | 20  | Robert Doornbos      | Minardi PS05   | Cosworth 3.0 V10      | B      |
| Minardi F1 Team            | 21  | Christijan Albers    | Minardi PS05   | Cosworth 3.0 V10      | B      |
| Minardi F1 Team            | 40  | Enrico Toccacelo     | Minardi PS05   | Cosworth 3.0 V10      | B      |

Anmerkungen
1. 1 2 3 4 5  Nahm nur am Freitagstraining teil.

## Klassifikationen

### Qualifying
| Pos. | Fahrer               | Konstrukteur      | Zeit     | Start |
| ---- | -------------------- | ----------------- | -------- | ----- |
| 01   | Juan Pablo Montoya   | McLaren-Mercedes  | 1:46,391 | 01    |
| 02   | Kimi Räikkönen       | McLaren-Mercedes  | 1:46,440 | 02    |
| 03   | Giancarlo Fisichella | Renault           | 1:46,497 | 13    |
| 04   | Jarno Trulli         | Toyota            | 1:46,596 | 03    |
| 05   | Fernando Alonso      | Renault           | 1:46,760 | 04    |
| 06   | Ralf Schumacher      | Toyota            | 1:47,401 | 05    |
| 07   | Michael Schumacher   | Ferrari           | 1:47,476 | 06    |
| 08   | Felipe Massa         | Sauber-Petronas   | 1:47,867 | 07    |
| 09   | Jenson Button        | BAR-Honda         | 1:47,978 | 08    |
| 10   | Mark Webber          | Williams-BMW      | 1:48,071 | 09    |
| 11   | Takuma Satō          | BAR-Honda         | 1:48,353 | 10    |
| 12   | David Coulthard      | Red Bull-Cosworth | 1:48,508 | 11    |
| 13   | Rubens Barrichello   | Ferrari           | 1:48,550 | 12    |
| 14   | Jacques Villeneuve   | Sauber-Petronas   | 1:48,889 | 14    |
| 15   | Antonio Pizzonia     | Williams-BMW      | 1:48,898 | 15    |
| 16   | Christian Klien      | Red Bull-Cosworth | 1:48,994 | 16    |
| 17   | Robert Doornbos      | Minardi-Cosworth  | 1:49,779 | Box   |
| 18   | Christijan Albers    | Minardi-Cosworth  | 1:49,842 | Box   |
| 19   | Tiago Monteiro       | Jordan-Toyota     | 1:51,498 | 17    |
| 20   | Narain Karthikeyan   | Jordan-Toyota     | 1:51,675 | 18    |

Anmerkungen
1. ↑  Fisichella erhielt aufgrund eines Motorenwechsels eine Startplatzstrafe von zehn Plätzen.
2. 1 2  Doornbos und Albers mussten aus der Boxengasse starten, da an deren Wagen Teile ausgetauscht wurden, als sie unter Parc-fermé-Bedingungen standen.

### Rennen
| Pos. | Fahrer               | Konstrukteur      | Runden | Stopps | Zeit        | Start | Schnellste Runde |
| ---- | -------------------- | ----------------- | ------ | ------ | ----------- | ----- | ---------------- |
| 1    | Kimi Räikkönen       | McLaren-Mercedes  | 44     | 2      | 1:30:01,295 | 02    | 1:53,810 (34.)   |
| 2    | Fernando Alonso      | Renault           | 44     | 2      | + 28,394    | 04    | 1:56,131 (31.)   |
| 3    | Jenson Button        | BAR-Honda         | 44     | 3      | + 32,077    | 08    | 1:53,323 (44.)   |
| 4    | Mark Webber          | Williams-BMW      | 44     | 4      | + 1:09,167  | 09    | 1:52,287 (44.)   |
| 5    | Rubens Barrichello   | Ferrari           | 44     | 3      | + 1:18,136  | 12    | 1:52,590 (44.)   |
| 6    | Jacques Villeneuve   | Sauber-Petronas   | 44     | 1      | + 1:27,435  | 14    | 1:54,251 (44.)   |
| 7    | Ralf Schumacher      | Toyota            | 44     | 4      | + 1:27,574  | 05    | 1:51,453 (43.)   |
| 8    | Tiago Monteiro       | Jordan-Toyota     | 43     | 2      | + 1 Runde   | 17    | 1:57,886 (41.)   |
| 9    | Christian Klien      | Red Bull-Cosworth | 43     | 3      | + 1 Runde   | 16    | 1:52,582 (43.)   |
| 10   | Felipe Massa         | Sauber-Petronas   | 43     | 3      | + 1 Runde   | 07    | 1:57,748 (28.)   |
| 11   | Narain Karthikeyan   | Jordan-Toyota     | 43     | 2      | + 1 Runde   | 18    | 1:55,885 (43.)   |
| 12   | Christijan Albers    | Minardi-Cosworth  | 42     | 2      | + 2 Runden  | Box   | 2:01,627 (06.)   |
| 13   | Robert Doornbos      | Minardi-Cosworth  | 41     | 3      | + 3 Runden  | Box   | 2:01,148 (38.)   |
| 14   | Juan Pablo Montoya   | McLaren-Mercedes  | 40     | 2      | + 4 Runden  | 01    | 1:55,988 (14.)   |
| 15   | Antonio Pizzonia     | Williams-BMW      | 39     | 4      | + 5 Runden  | 15    | 1:57,541 (41.)   |
| –    | Jarno Trulli         | Toyota            | 34     | 3      | DNF         | 03    | 1:56,953 (03.)   |
| –    | David Coulthard      | Red Bull-Cosworth | 18     | 2      | DNF         | 11    | 1:58,451 (08.)   |
| –    | Michael Schumacher   | Ferrari           | 13     | 2      | DNF         | 06    | 1:57,444 (10.)   |
| –    | Takuma Satō          | BAR-Honda         | 13     | 2      | DNF         | 10    | 1:57,534 (10.)   |
| –    | Giancarlo Fisichella | Renault           | 10     | 0      | DNF         | 13    | 1:57,117 (09.)   |

## WM-Stände nach dem Rennen
Die ersten acht eines Rennens bekamen 10, 8, 6, 5, 4, 3, 2 bzw. 1 Punkt(e).

### Fahrerwertung
| Pos. | Fahrer               | Konstrukteur      | Punkte |
| ---- | -------------------- | ----------------- | ------ |
| 01   | Fernando Alonso      | Renault           | 111    |
| 02   | Kimi Räikkönen       | McLaren-Mercedes  | 86     |
| 03   | Michael Schumacher   | Ferrari           | 55     |
| 04   | Juan Pablo Montoya   | McLaren-Mercedes  | 50     |
| 05   | Jarno Trulli         | Toyota            | 43     |
| 06   | Giancarlo Fisichella | Renault           | 41     |
| 07   | Ralf Schumacher      | Toyota            | 37     |
| 08   | Rubens Barrichello   | Ferrari           | 35     |
| 09   | Jenson Button        | BAR-Honda         | 30     |
| 10   | Mark Webber          | Williams-BMW      | 29     |
| 11   | Nick Heidfeld        | Williams-BMW      | 28     |
| 12   | David Coulthard      | Red Bull-Cosworth | 21     |
| 13   | Jacques Villeneuve   | Sauber-Petronas   | 9      |

| Pos. | Fahrer             | Konstrukteur      | Punkte |
| ---- | ------------------ | ----------------- | ------ |
| 14   | Felipe Massa       | Sauber-Petronas   | 8      |
| 15   | Tiago Monteiro     | Jordan-Toyota     | 7      |
| 16   | Alexander Wurz     | McLaren-Mercedes  | 6      |
| 17   | Narain Karthikeyan | Jordan-Toyota     | 5      |
| 18   | Christian Klien    | Red Bull-Cosworth | 5      |
| 19   | Christijan Albers  | Minardi-Cosworth  | 4      |
| 20   | Pedro de la Rosa   | McLaren-Mercedes  | 4      |
| 21   | Patrick Friesacher | Minardi-Cosworth  | 3      |
| 22   | Antonio Pizzonia   | Williams-BMW      | 2      |
| 23   | Takuma Satō        | BAR-Honda         | 1      |
| 24   | Vitantonio Liuzzi  | Red Bull-Cosworth | 1      |
| 25   | Robert Doornbos    | Minardi-Cosworth  | 0      |
| –    | Anthony Davidson   | BAR-Honda         | 0      |

### Konstrukteurswertung
| Pos. | Konstrukteur     | Punkte |
| ---- | ---------------- | ------ |
| 01   | Renault          | 152    |
| 02   | McLaren-Mercedes | 146    |
| 03   | Ferrari          | 90     |
| 04   | Toyota           | 80     |
| 05   | Williams-BMW     | 59     |

| Pos. | Konstrukteur      | Punkte |
| ---- | ----------------- | ------ |
| 06   | BAR-Honda         | 31     |
| 07   | Red Bull-Cosworth | 27     |
| 08   | Sauber-Petronas   | 17     |
| 09   | Jordan-Toyota     | 12     |
| 10   | Minardi-Cosworth  | 7      |